# Military Bowl 2014
Match suivant
Le Military Bowl 2014  est le 7e Military Bowl reconnut par la NCAA. Il s'agit d'un match de football américain de niveau universitaire et de fin de saison dont la première édition a eu lieu en 2008. Depuis la saison 2013, celui-ci se déroule au Navy-Marine Corps Memorial Stadium à Annapolis dans le Maryland.
Joué le 27 décembre 2014 à 01:00 p.m. EST, il oppose une équipe de l'ACC, les Hokies de Virginia Tech au co-champion de l'AAC, les Bearcats de Cincinnati.
Le match est retransmis par ESPN et est sponsorisé par la compagnie Northrop Grumman spécialisée dans la technologie aérospatiale et de défense. Le bowl est donc dénommé le Military Bowl Presented by Northrop Grumman.
Le "payout" est de 500 000 US$ par équipe. 

## Présentation du match
Le match oppose les Hokies de Virginia Tech aux Bearcats de Cincinnati.
Il s'agira de la 11e rencontre entre ces deux équipes et celles-ci ont 5 victoires chacune. La dernière rencontre date de 2012. Il s'agira du 3e bowl entre ces deux équipes après le Sun Bowl de 1947 et l'Orange Bowl de 2009.
Ayant fini la saison régulière sur un bilan de 6 victoires pour autant de défaites, les Hokies de Virginia Tech acceptent l'invitation pour jouer le bowl.
Ayant fini la saison régulière sur un bilan de 9 victoires et 3 défaites, les Bearcats de Cincinnati acceptent également l'invitation.
| Équipes                          | Conférences | Entraîneurs      | Stats. saison rég. |
| -------------------------------- | ----------- | ---------------- | ------------------ |
| Hokies de Virginia Tech          | ACC         | Frank Beamer     | 6-6                |
| Bearcats de Cincinnati           | AAC         | Tommy Tuberville | 9-3                |
| Arbitre : Kevin Stine (Sun Belt) |             |                  |                    |

## Résumé du match
| ÉVOLUTION DU SCORE du MILITARY BOWL 2014 |                              |                              |                              |                              |                              | |       |       |
| QT                                       | Temps                        | Drive                        | Drive                        | Drive                        | Équipe                       | Description de l'action | Score | Score |
|                                          |                              | Jeux                         | Yards                        | TDP                          |                              | | VIT   | CIN   |
| 1                                        | 05:47                        | 7                            | 89                           | 02:50                        | CIN                          | TD par WR Chris Moore à la suite d'une passe de 31 yds de QB Kiel Gunner + 1 pt conversion par kicker A.Gantz                            | 0     | 7     |
| 1                                        | 03:51                        | 6                            | 64                           | 01:56                        | VIT                          | TD par J.Coleman à la suite d'une course de 1 yd + 1 pt de conversion par kicker Joey Siye                                               | 7     | 7     |
| 2                                        | 13:01                        | 7                            | 10                           | 02:45                        | VIT                          | FG de 45 yds par kicker Joye Siye | 10    | 7     |
| 2                                        | 00:36                        | 13                           | 86                           | 06:23                        | CIN                          | FG de 25 yds par kicker Andrew Gantz | 10    | 10    |
| 2                                        | 00:02                        | 4                            | 20                           | 00:36                        | VIT                          | FG de 49 yds par kicker Joey Siye | 13    | 10    |
| 3                                        | 11:05                        | 11                           | 75                           | 03:55                        | VIT                          | TD par Ryan Malleck à la suite de la réception d'une passe de 1 yd de QB Michael Brewer + 1 pt de conversion par kicker Joey Siye        | 20    | 10    |
| 3                                        | 09:16                        | -                            | -                            | -                            | VIT                          | TD par G.Stroman à la suite d'un fumble recouvert et retourné sur 12 yds + 1 pt de conversion par kicker Joey Siye                       | 27    | 10    |
| 4                                        | 13:20                        | 6                            | 21                           | 02:27                        | VIT                          | FG de 38 yds par kicker Joey Siye | 30    | 10    |
| 4                                        | 10:35                        | 7                            | 81                           | 02:45                        | CIN                          | TD par Chris Moore à la suite de la réception d'une passe de 43 yds par QB Michael Colosimo + 1 pt de conversion par kicker Andrew Gantz | 30    | 17    |
| 4                                        | 08:52                        | 6                            | 27                           | 01:43                        | VIT                          | FG de 33 yds par kicker Joey Siye | 33    | 17    |
| "TDP" = temps de possession.             | "TDP" = temps de possession. | "TDP" = temps de possession. | "TDP" = temps de possession. | "TDP" = temps de possession. | "TDP" = temps de possession. | "TDP" = temps de possession. | 33    | 17    |

## Statistiques[5],[6]
| Statistiques par Équipes               |                   |                   |
| Statistiques                           | VIT               | CIN               |
| 1er downs                              | 20                | 19                |
| Conversion de 3e Down                  | 7/15              | 7/15              |
| Conversion de 4e Down                  | 0/0               | 0/1               |
| Jeux–yards                             | 69/335            | 70/505            |
| Yards à la course                      | 211               | 160               |
| Yards à la passe                       | 124               | 345               |
| Passes : Réussies-Tentées-Interceptées | 15/25, 1 Int.     | 18/37, 2 Int.     |
| Réussite en zone rouge/chances         | 5/5               | 1/1               |
| TD                                     | 3                 | 2                 |
| Field Goals (réussi/tenté)             | 4/4               | 1/2               |
| Sacks (Nombre-Yards perdus)            | 2/12 yards perdus | 3/27 yards perdus |
| Fumbles (Nombre/Perdus)                | 2-0               | 1-1               |
| Pénalités (Nombre/Yards perdus)        | 4-35 yards        | 7-73 yards        |
| Temps de possession                    | 30:56             | 29:04             |

| Meilleur Joueur (MVP) | Meilleur Joueur (MVP)   | Meilleur Joueur (MVP) |
| --------------------- | ----------------------- | --------------------- |
| Nom                   | Équipe                  | Poste                 |
| J.C. Coleman          | Hokies de Virginia Tech | RB                    |

| Statistiques individuelles |                  |                                |
| Quaterbacks                |                  |                                |
| VIT                        | Michael Brewer   | 14/24, 1 Int., 94 yards, 1 TD  |
| CIN                        | Gunner Kiel      | 14/26, 2 int., 244 yards, 1 TD |
| Meilleurs coureurs         |                  |                                |
| VIT                        | J.C. Coleman     | 25 courses, 157 yards, 1 TD    |
| CIN                        | Michael Colosimo | 4 courses, 54 yards            |
| Meilleurs receveurs        |                  |                                |
| VIT                        | Isaiah Ford      | 3 réc., 44 yards, 0 TD         |
| CIN                        | Chris Moore      | 4 réc., 103 yards, 2 TDs       |
| Meilleurs takleurs         |                  |                                |
| VIT                        | Deon Clarke      | 7 tackles, 4 assistes, 1 sack  |
| CIN                        | LUC, Jeff        | 4 tackles, 9 assistes          |